# Baccharis glutinosa
La jarilla o batamote, Baccharis glutinosa, es un arbusto que pertenece a la familia de las asteráceas.

## Descripción
Es un arbusto que alcanza un tamaño de 2 a 3 m de altura con ramas color púrpura. Las hojas son alargadas y puntiagudas en ambos extremos. Sus flores son blancas y aparecen en cabezuelas sobre las partes terminales de las plantas.

## Distribución y hábitat
Originaria de América boreal y Australia occidental. Habita en climas semicálido, semiseco y templado, entre los 400 y los 2800 metros. Planta silvestre asociada a vegetación perturbada. Crece a orilla de caminos o riachuelos en bosques tropicales caducifolios y subcaducifolios, matorral xerófilo, pastizal, bosques de encino, de pino y mixto de encino-pino.

## Propiedades
Esta planta se aplica con mayor frecuencia en desórdenes ginecológicos, como dismenorrea (V. dolor de regla), menorragia y esterilidad (V. esterilidad femenina). Se emplean las ramas en aguardiente, administradas por vía oral. En cocimiento sirve para evitar el aborto. Para la recuperación del parto, en Oaxaca, se utiliza la infusión de la raíz en agua para bañarse.
También se le emplea en problemas digestivos: en Nayarit, para tratar el latido (dolor arriba del estómago); en Aguascalientes, para aliviar la inflamación estomacal, la bilis y el cólico de niños, se ocupan los cogollos machacados sobre el estómago del enfermo.
Se usa contra afecciones de la piel, para lavar granos, heridas, limpiar el paño y en enfermedades del cuero cabelludo. Para curar infecciones de la piel, las hojas tiernas machacadas se aplican a manera de cataplasma.
Otras aplicaciones medicinales son: para curar la falta de circulación, dolores en general, la obesidad, los pies inflamados, para bajar la fiebre causada por malestares gástricos, contra la rabia.
Historia
En el siglo XVI, Francisco Hernández de Toledo refiere: "resuelve admirablemente los tumores que han penetrado en las articulaciones o en los nervios y calma cuales quiere dolores quitando su causa. Las raíces machacadas, extraen lo que se ha clavado en la carne, provocan notablemente la orina y limpian su conducto, alivian a los que sufren cólicos, quitan las manchas en la cara, curan la erupción de la cabeza de los niños y la de todo el cuerpo, quitan las fiebres provocando sudor, reducen el bazo y mitigan el dolor; quitan la flatulencia, curan el empacho y resuelven los tumores".
No aparece más información, hasta el siglo XX cuando Maximino Martínez la califica como anticatarral. Y la Sociedad Farmacéutica de México la indica contra la rinitis.
Farmacología
El extracto etanólico de la planta presenta actividad antibacteriana contra Staphylococcus aureus, Bacillus subtilis y Streptococcus faecalis.

## Taxonomía
Baccharis glutinosa fue descrita por Christiaan Hendrik Persoon y publicado en Synopsis Plantarum 2: 425. 1807.
Etimología
Baccharis: nombre genérico que proviene del griego Bakkaris dado en honor de Baco, dios del vino, para una planta con una raíz fragante y reciclado por Linneo.
glutinosa: epíteto latino que significa "muy pegajoso".
Sinonimia
- Baccharis farinosa Spreng.
- Baccharis huydobriana J. Rémy
- Baccharis medullosa DC.
- Baccharis medullosa f. gracilis Heering
- Baccharis medullosa var. latifolia Hieron. ex Heering
- Baccharis pingraea DC.
- Baccharis serrulata var. pingraea (DC.) Baker
- Baccharis subpingraea Heering
- Baccharis viscosa (Ruiz & Pav.) Kuntze
- Conyza montevidensis Spreng.
- Molina viscosa Ruiz & Pav. ex Spreng.
- Pingraea angustifolia Cass.
- Pingraea viscosa (Ruiz & Pav.) F.H.Hellw.[5]

## Nombre común
- Bachomo, batamote, chamizo del río, cuerepillo, guatamote, guatarote, hierba del pasmo, jara mexicana.